# Società Polisportiva Ars et Labor 1989-1990
Questa pagina raccoglie le informazioni riguardanti la Società Polisportiva Ars et Labor nelle competizioni ufficiali della stagione 1989-1990.

## Stagione
Nella stagione 1989-1990, per il primo campionato della storia spallina in quarta serie, vi è una ventata di rinnovamento. La società passa al gruppo ferrarese guidato da Albersano Ravani, industriale dell'acciaio, la squadra viene affidata all'allenatore Luciano Magistrelli e rifatta completamente. Dopo tanti anni torna il difensore Franco Fabbri, il giovane Michele Paramatti rientra dal prestito e in attacco arrivano Roberto Labardi, Adriano Mosele e Francesco Libro. Restano in squadra Beppe Brescia e Giorgio Magnocavallo.
Dopo una buona partenza in campionato, cui fanno seguito risultati molto inferiori alle attese, Magistrelli viene esonerato e sostituito da Nello Santin. Il cambio non sortisce effetti e la squadra chiude il campionato a centroclassifica. Vengono aggregati alla prima squadra diversi giovani di prospettiva delle giovanili Vigorelli, Stradaroli, Tosello, Mamini, Ferrari, oltre Cristian Servidei ed Emanuele Tresoldi, destinati ad una bella carriera. Nella Coppa Italia di Serie C la SPAL disputa e vince il girone E di qualificazione a sette squadre, poi nei sedicesimi di finale cede nel doppio confronto con il Venezia che accede agli ottavi di finale.

## Rosa
| N. |                   | Ruolo | Calciatore         |
| -- | ----------------- | ----- | ------------------ |
|    | Italia (bandiera) | D     | Alessandro Bertoni |
|    | Italia (bandiera) | D     | Giovanni Bozzia    |
|    | Italia (bandiera) | C     | Giuseppe Brescia   |
|    | Italia (bandiera) | C     | Francesco Cini     |
|    | Italia (bandiera) | P     | Antonio Di Fiore   |
|    | Italia (bandiera) | D     | Franco Fabbri      |
|    | Italia (bandiera) | P     | Paolo Ferrari      |
|    | Italia (bandiera) | C     | Riccardo Ghedini   |
|    | Italia (bandiera) | A     | Roberto Labardi    |
|    | Italia (bandiera) | A     | Francesco Libro    |

| N. |                   | Ruolo | Calciatore              |
| -- | ----------------- | ----- | ----------------------- |
|    | Italia (bandiera) | C     | Giorgio Magnocavallo    |
|    | Italia (bandiera) | D     | Fabio Mastrocinque      |
|    | Italia (bandiera) | A     | Adriano Mosele          |
|    | Italia (bandiera) | C     | Mirco Paganelli         |
|    | Italia (bandiera) | D     | Michele Paramatti       |
|    | Italia (bandiera) | P     | Giambattista Piacentini |
|    | Italia (bandiera) | D     | Stefano Primizio        |
|    | Italia (bandiera) | C     | Salvatore Profumo       |
|    | Italia (bandiera) | A     | Stefan Schwoch          |
|    | Italia (bandiera) | D     | Emanuele Tresoldi       |

## Risultati

### Serie C2 (girone B)

#### Girone di andata
| Arbitro: | Minotti (Frosinone) |

|  |           |           |
|  | Marcatori | 39’ Libro |

| Arbitro: | Canzonieri (Roma) |

|                              |           |  |
| Magnocavallo 60’ Brescia 62’ | Marcatori |  |

| Arbitro: | G. Baldas (Trieste) |

|                   |           |                  |
| Lombardi 25’, 55’ | Marcatori | 82’ Magnocavallo |

| Arbitro: | Rodino (Monza) |

|                                     |           |  |
| Magnocavallo 78’ (rig.) Brescia 88’ | Marcatori |  |

| Arbitro: | Griffo (Palermo) |

|                   |           |            |
| Fabbri 57’ (aut.) | Marcatori | 72’ Mosele |

| Ferrara 22 ottobre 1989 6ª giornata | SPAL             | 0 – 0 | Treviso | Stadio Paolo Mazza\| Arbitro: \| Iannello (Pavia) \| |
| Arbitro:                            | Iannello (Pavia) |       |         |                                                      |

| Arbitro: | Giove (Bari) |

|  |           |            |
|  | Marcatori | 4’ Viviani |

| Arbitro: | Mattera (Roma) |

|               |           |                |
| Paraluppi 65’ | Marcatori | 89’ A. Bertoni |

| Arbitro: | Saia (Palermo) |

|           |           |                |
| Libro 87’ | Marcatori | 90+2’ Garbelli |

| Arbitro: | Pisacreta (Salerno) |

|            |           |           |
| Lunghi 38’ | Marcatori | 67’ Libro |

| Arbitro: | Arena (Ercolano) |

|                                   |           |          |
| Profumo 14’ Labardi 55’ Libro 80’ | Marcatori | 59’ Raza |

| Arbitro: | Pacifici (Roma) |

|                           |           |                         |
| Marchetti 31’ Maurizi 65’ | Marcatori | 51’ (rig.) Magnocavallo |

| Arbitro: | Puggina (Rovigo) |

|                 |           |  |
| Mosele 40’, 42’ | Marcatori |  |

| Arbitro: | Damiani (Brescia) |

|                |           |                                     |
| D'Agostino 45’ | Marcatori | 40’ Libro 90+2’ (rig.) Magnocavallo |

| Ospitaletto 30 dicembre 1989 15ª giornata | Ospitaletto   | 0 – 0 | SPAL | Stadio Comunale\| Arbitro: \| Lana (Torino) \| |
| Arbitro:                                  | Lana (Torino) |       |      |                                                |

| Arbitro: | Racalbuto (Agrigento) |

|  |           |              |
|  | Marcatori | 5’ Voltolini |

| Arbitro: | Mughetti (Cesena) |

|                 |           |                                     |
| Dal Compare 90’ | Marcatori | 9’ Profumo 79’ Mosele 90+1’ Schwoch |

#### Girone di ritorno
| Arbitro: | Pola (Rovereto) |

|  |           |            |
|  | Marcatori | 2’ Putelli |

| Arbitro: | Bertocci (Genova) |

|          |           |                  |
| Sambo 4’ | Marcatori | 33’ (rig.) Libro |

| Arbitro: | Minotti (Frosinone) |

|  |           |           |
|  | Marcatori | 50’ Mendo |

| Arbitro: | Saia (Palermo) |

|  |           |                |
|  | Marcatori | 1’, 86’ Mosele |

| Arbitro: | Carozzi (Alessandria) |

|                    |           |  |
| Profumo 72’ (rig.) | Marcatori |  |

| Arbitro: | Repace (Perugia) |

|                                       |           |                   |
| Capuzzo 15’ Bortoluzzi 29’ Lenisa 39’ | Marcatori | 41’ (rig.) Mosele |

| Arbitro: | Montalcini (Crotone) |

|             |           |  |
| Farolfi 71’ | Marcatori |  |

| Ferrara 25 marzo 1990 25ª giornata | SPAL               | 0 – 0 | Solbiatese | Stadio Paolo Mazza\| Arbitro: \| Sbrilli (Grosseto) \| |
| Arbitro:                           | Sbrilli (Grosseto) |       |            |                                                        |

| Arbitro: | Rocchi (Roma) |

|                    |           |                  |
| Turrini 64’ (rig.) | Marcatori | 51’ (rig.) Libro |

| Arbitro: | Puggina (Rovigo) |

|                |           |  |
| Libro 14’, 85’ | Marcatori |  |

| Varese 14 aprile 1990 28ª giornata | Varese             | 0 – 0 | SPAL | Stadio Franco Ossola\| Arbitro: \| Schellino (Biella) \| |
| Arbitro:                           | Schellino (Biella) |       |      |                                                          |

| Ferrara 29 aprile 1990 29ª giornata | SPAL            | 0 – 0 | Virescit Bergamo | Stadio Paolo Mazza\| Arbitro: \| Di Renzo (Roma) \| |
| Arbitro:                            | Di Renzo (Roma) |       |                  |                                                     |

| Arbitro: | Saia (Palermo) |

|            |           |              |
| Buizza 84’ | Marcatori | 53’ Primizio |

| Arbitro: | Pala (Alghero) |

|                                                        |           |              |
| Negri 36’ (aut.) Libro 47’ Mosele 50’, 53’ (rig.), 82’ | Marcatori | 12’ Iazzetta |

| Arbitro: | Rizzo (Catania) |

|            |           |             |
| Mosele 24’ | Marcatori | 40’ Ballini |

| Arbitro: | Cavanna (Roma) |

|               |           |             |
| Antonioli 20’ | Marcatori | 80’ Tosello |

| Arbitro: | Ambrosio (Como) |

|                              |           |                                                     |
| Libro 17’ (rig.) Brescia 23’ | Marcatori | 49’ (rig.) Perin 82’ (aut.) Magnocavallo 90’ Zanaga |

### Coppa Italia

#### Girone E
| Arbitro: | Mangerini (Brescia) |

|                                          |           |  |
| Labardi 15’, 75’ (rig.) Magnocavallo 17’ | Marcatori |  |

| Arbitro: | Iannello (Pavia) |

|                                      |           |                      |
| Tavaglione 19’ Briga 61’ Roberto 79’ | Marcatori | 21’ Libro 76’ Fabbri |

| Ferrara 27 agosto 1989 3ª giornata | SPAL              | 0 – 0 | Baracca Lugo | Stadio Paolo Mazza\| Arbitro: \| Damiani (Brescia) \| |
| Arbitro:                           | Damiani (Brescia) |       |              |                                                       |

| Arbitro: | Borriello (Mantova) |

|  |           |               |
|  | Marcatori | 87’ Paganelli |

| Arbitro: | Brasca (Busto Arsizio) |

|                             |           |  |
| Magnocavallo 44’ Mosele 84’ | Marcatori |  |

| Arbitro: | Collina (Viareggio) |

|  |           |                            |
|  | Marcatori | 35’, 40’ Libro 89’ Labardi |

#### Sedicesimi di finale
| Arbitro: | Tommasi (Crema) |

|                                        |           |             |
| R. Gori 13’ Favaretto 32’ Solimeno 90’ | Marcatori | 11’ Schwoch |

| Arbitro: | Risetti (Voghera) |

|              |           |             |
| Paganelli 7’ | Marcatori | 12’ Donadon |